# Баранувко
Баранувко (пол. Baranówko, нім. Rohrheim) — село в Польщі, у гміні Мосіна Познанського повіту Великопольського воєводства.
Населення — 87 осіб (2011).
У 1975-1998 роках село належало до Познанського воєводства.

## Демографія
Демографічна структура станом на 31 березня 2011 року:
|          | Загалом | Допрацездатний вік | Працездатний вік | Постпрацездатний вік |
| -------- | ------- | ------------------ | ---------------- | -------------------- |
| Чоловіки | 40      | 13                 | 24               | 3                    |
| Жінки    | 47      | 14                 | 26               | 7                    |
| Разом    | 87      | 27                 | 50               | 10                   |